# Arkadiusz Wojnarowski
Arkadiusz Wojnarowski (ur. 2 grudnia 1973 we Wrocławiu) – polski aktor dziecięcy, później producent, dystrybutor filmowy, a obecnie również wykładowca uniwersytecki, z wykształcenia prawnik. 
Studiował prawo na Uniwersytecie im. Adama Mickiewicza w Poznaniu i Niemczech na Uniwersytecie Europejskim Viadrina we Frankfurcie. Ukończył aplikację radcowską.
Kształcił się również w kierunku fotografii artystycznej i ukończył studia podyplomowe na Wydziale Organizacji Sztuki Filmowej na Państwowej Wyższej Szkole Filmowej, Telewizyjnej i Teatralnej w Łodzi.
Debiutował rolą Pawła w filmie Romana Załuskiego – Jeśli się odnajdziemy (1982). Grał w kilku filmach i serialach, głównie dla dzieci i młodzieży. 
Wykłada produkcję filmową na Uniwersytecie Wrocławskim oraz scenariusz, a także koprodukcje filmowe i usługi postprodukcyjne dla kontrahentów zagranicznych na Państwowej Wyższej Szkole Filmowej, Telewizyjnej i Teatralnej w Łodzi.  Jest także doktorem nauk humanistycznych - dyscyplina literaturoznawstwo, jak również tutorem na warsztatach producenckich w kraju i zagranicą.
Jest autorem kilku opracowań naukowych z dziedziny production studies, a także pracy doktorskiej pt. Współczesny scenariusz filmowy. Formaty, odmiany, programy.
Jest koproducentem polsko-rumuńskiego, wielokrotnie nagradzanego, animowanego filmu dokumentalno-fabularnego Droga na drugą stronę.
Założyciel (2001) i prezes Fundacji Magellan.

## Filmografia[1]

### Filmy (aktor)
- Jeśli się odnajdziemy (1982)
- Koniec Wakacji Adama (1986)
- Alchemik (1988)
- Animałki (1988)
- Po upadku (1989)
- Janka (1990)

### Seriale (aktor)
- Urwisy z Doliny Młynów i Dzieci z Doliny Młynów (1984 i 1985)
- Klementynka i Klemens - gęsi z Doliny Młynów (1986)
- Alchemik Sendivius (1988) − Guido
- Janka (1987- 1989)

### Producent
- Droga na drugą stronę (2011)
- Bella Mia (2013)